# Rusland op de Olympische Zomerspelen 1900
Rusland nam in Parijs in 1900 voor het eerst deel aan de Olympische Spelen. Vier jaar eerder hadden zich Russische deelnemers ingeschreven voor deelname, maar van hen kwam niemand opdagen. Er werden geen medailles gewonnen door de vier deelnemers.

## Deelnemers en resultaten

### Paardensport
Het Russische team bestond uit twee ruiters.
| Onderdeel      | Plaats | Ruiter      | Tijd, hoogte, of afstand |
| -------------- | ------ | ----------- | ------------------------ |
| Springconcours | 4-37   | Onbekend    | Onbekend                 |
| Hoogspringen   | 5-18   | Onbekend    | Onbekend                 |
| Verspringen    | 5-17   | Orloff      | Onbekend                 |
| Verspringen    | 5-17   | de Poliakov | Onbekend                 |

### Schermen
Rusland deed mee met twee professionele schermers.
| Onderdeel      | Plaats | Schermer        | Eerste ronde             | Kwartfinale                   | Repechage                    | Halve finale         | Finale        |
| -------------- | ------ | --------------- | ------------------------ | ----------------------------- | ---------------------------- | -------------------- | ------------- |
| Floret, prof.  | 17-43  | Xavier Anchetti | Gaat door na jurybesluit | Naar repechage na jurybesluit | Uitgeschakeld na jurybesluit | Uitgeschakeld        | Uitgeschakeld |
| Degen, Masters | 19-54  | Xavier Anchetti | 3e-6e in groep F         | Niet gehouden                 | Niet gehouden                | Uitgeschakeld        | Uitgeschakeld |
| Sabel, profs.  | 6e     | Xavier Anchetti | 1e-4e in groep           | Niet gehouden                 | Niet gehouden                | 4e in halve finale B | 6e plaats 2-5 |
| Sabel, profs.  | 7e     | Zachavrot       | 1e-4e in groep           | Niet gehouden                 | Niet gehouden                | 3e in halve finale B | 7e plaats 2-5 |

Argentinië · Australië · België · Bohemen · Brits-Indië · Canada · Cuba · Denemarken · Duitsland · Frankrijk · Griekenland · Groot-Brittannië · Haïti · Hongarije · Iran · Italië · Luxemburg · Mexico · Nederland · Noorwegen · Oostenrijk · Peru · Roemenië · Rusland · Spanje · Verenigde Staten · Zweden · Zwitserland · Gemengde teams